# Apoenzyme
Une apoenzyme est une enzyme sans son coenzyme, c'est-à-dire la protéine à laquelle la coenzyme se liera pour produire une holoenzyme active.

Schématiquement : coenzyme + apoenzyme = holoenzyme.
coenzyme + apoenzyme est une des possibilités pour former une holoenzyme qui est une enzyme catalytiquement active.
Les autres structures sont les suivantes :
- Apoenzyme seul: c'est le cas de la Rnase
- apoenzyme + cofacteur minéral: les ions inorganiques: Cu2+, Fe2+, Mg2+, Zn2+, K+
- apoenzyme + coenzyme + cofacteur minéral